# صناعة الذكاء الاصطناعي في الصين
تعدّ صناعة الذكاء الاصطناعي في الصين صناعةً متعدّدة المليارات من الدولارات تتطوّر بسرعة. بدأت جذور تطوير الذكاء الاصطناعيّ في الصين في أواخر السبعينيات من القرن الماضيّ في أعقاب الإصلاحات الاقتصادية التي قام بها دينج شياو بينغ والتي تؤكّد على العلم والتكنولوجيا كقوّةٍ إنتاجيةٍ أساسيةٍ في البلاد.
كانت المراحل الأولى من تطوير الذكاء الاصطناعيّ في الصين بطيئةً وواجهت تحدّياتٍ كبيرةً بسبب نقص الموارد والمواهب. في البداية، كانت الصين متخلّفةً عن معظم الدول الغربية من حيث تطوير الذكاء الاصطناعيّ. كان غالبية الأبحاث يقودها علماء تلقّوا تعليمًا عاليًا في الخارج.
منذ عام 2006، طوّرت الحكومة الصينية بشكلٍ مطّردٍ أجندةً وطنيةً لتطوير الذكاء الاصطناعيّ، وبرزت كإحدى الدّول الرّائدة في مجال أبحاث وتطوير الذكاء الاصطناعيّ. في عام 2016، أصدر الحزب الشيوعي الصيني خطّته الخمسية الثالثة عشرة التي تهدف إلى أن تصبح الصين رائدةً عالميةً في مجال الذكاء الاصطناعيّ بحلول عام 2030.
لدى الحكومة الشعبية المركزية قائمة "بالفرق الوطنية للذكاء الاصطناعي" تشمل خمس عشرة شركة صينية، منها بايدو، وتينسنت، ومجموعة علي بابا، وسينس تايم، وآي فلايتك. [بحاجة لمصدر] ومن المخطط أن تقود كل شركة تطوير قطاع متخصص محدد للذكاء الاصطناعي في الصين، مثل التعرف على الوجوه والبرمجيات، والأجهزة، والتعرف على الكلام. أثر التطور السريع للذكاء الاصطناعي في الصين تأثيرًا كبيرًا على المجتمع الصيني في العديد من المجالات، بما في ذلك المجالات الاجتماعية والاقتصادية والعسكرية والسياسية. تُعد الزراعة والنقل وخدمات الإقامة والطعام والتصنيع أهم الصناعات التي ستتأثر بشكل أكبر بنشر الذكاء الاصطناعي بشكل أكبر.
يعمل القطاع الخاص ومختبرات الجامعات والجيش بشكل تعاوني في العديد من الجوانب حيث توجد قليل من الحدود الحالية. في عام 2021، أصدرت الصين قانون أمن البيانات ل جمهورية الصين الشعبية، وهو أول قانون وطني يعالج المخاوف الأخلاقية المتعلقة بالذكاء الاصطناعي. في أكتوبر 2022، أعلنت الحكومة الفيدرالية للولايات المتحدة عن سلسلة من ضوابط التصدير والقيود التجارية التي تهدف إلى تقييد وصول الصين إلى الرقائق الحاسوبية المتقدمة لتطبيقات الذكاء الاصطناعي.
أثيرت مخاوف بشأن آثار نظام الرقابة الذي تفرضه الحكومة الصينية على تطوير الذكاء الاصطناعي التوليدي واكتساب المواهب مع التركيبة السكانية للدولة.

## تاريخ
بدأ البحث والتطوير في مجال الذكاء الاصطناعي في الصين في الثمانينيات، مع إعلان دنغ شياو بينغ أهمية العلوم والتكنولوجيا للنمو الاقتصادي للصين.

### أواخر السبعينيات إلى أوائل عقد 2010
لم يبدأ بحث وتطوير الذكاء الاصطناعي حتى أواخر سبعينيات القرن الماضي بعد الإصلاحات الاقتصادية التي أجراها دنغ شياو بينغ. وبينما كان هناك نقص في الأبحاث المتعلقة بالذكاء الاصطناعي بين خمسينيات وستينيات القرن الماضي، يعتقد بعض الباحثين أن هذا يعود إلى تأثير علم الأجهزة المتحركة من الاتحاد السوفيتي على الرغم من الانقسام الصيني السوفيتي خلال أواخر الخمسينيات وأوائل الستينيات.
في الثمانينيات، أطلق مجموعة من العلماء الصينيين أبحاثًا حول الذكاء الاصطناعي بقيادة تشيان شيويه سن، ووو ون جيون. ومع ذلك، ففي ذلك الوقت، كان لا يزال لدى المجتمع الصيني رأي محافظ بشكل عام تجاه الذكاء الاصطناعي. كان التطوير المبكر للذكاء الاصطناعي في الصين صعبًا، لذلك تعاملت الحكومة الصينية مع هذه التحديات من خلال إرسال علماء صينيين إلى الخارج لدراسة الذكاء الاصطناعي وتوفير الأموال الحكومية لمشاريع البحث. تأسست الجمعية الصينية للذكاء الاصطناعي (CAAI) في سبتمبر 1981 وتمت الموافقة عليها من قبل وزارة الشؤون المدنية. كان أول رئيس للجنة التنفيذية هو كين يوانشون، الذي حصل على درجة الدكتوراه في الفلسفة من جامعة هارفارد. [بحاجة لمصدر] نشرت جامعة تسينغهوا أول منشور بحثي صيني حول الذكاء الاصطناعي في عام 1987. وابتداءً من عام 1993 أصبحت الأتمتة الذكية والذكاء جزءًا من الخطة التكنولوجية الوطنية للصين.
منذ العام 2000، زادت الحكومة الصينية من أموال البحث والتطوير الخاصة بها للذكاء الاصطناعي، وزاد عدد مشاريع البحث التي ترعاها الحكومة زيادة كبيرة. في عام 2006، أعلنت الصين عن أولوية سياسية لتطوير الذكاء الاصطناعي، والتي تم تضمينها في الخطة الوطنية المتوسطة والطويلة الأجل لتطوير العلوم والتكنولوجيا (2006-2020)، التي أصدرها مجلس الدولة. في نفس العام، تم أيضًا ذكر الذكاء الاصطناعي في الخطة الخمسية الحادية عشرة.
في عام 2011، أنشأت جمعية النهوض بالذكاء الاصطناعي (AAAI) فرعًا لها في بكين. وفي نفس العام تم تأسيس "جائزة وو وينجون للعلوم والتكنولوجيا في مجال الذكاء الاصطناعي" تكريماً لعالم الرياضيات الصيني وو وينجون، وأصبحت أعلى جائزة للإنجازات الصينية في مجال الذكاء الاصطناعي. أقيم حفل توزيع الجوائز الأول في 14 مايو 2012. وفي عام 2013، عُقدت المؤتمرات الدولية المشتركة حول الذكاء الاصطناعي (IJCAI) في بكين، مما يُمثل أول مرة يُعقد فيها المؤتمر في الصين. تزامن هذا الحدث مع إعلان الحكومة الصينية عن "عام الذكاء الصيني"، وهو معلم بارز في تطوير الصين للذكاء الاصطناعي.

### أواخر عقد 2010 إلى أوائل عقد 2020
في 20 يوليو 2017، أصدر مجلس الدولة الصيني "خطة تنمية الذكاء الاصطناعي للجيل القادم" (وثيقة مجلس الدولة [2017] رقم 35). في هذه الوثيقة، حثّت اللجنة المركزية للحزب الشيوعي الصيني ومجلس الدولة الهيئات الحكومية في الصين على تعزيز تطوير الذكاء الاصطناعي. ووُصفت هذه التقنية كإستراتيجية وأصبحت "محورًا للتنافس الدولي". دعت الخطة إلى استثمارات كبيرة في عدد من المجالات الإستراتيجية المتعلقة بالذكاء الاصطناعي وأكدت على أهمية التعاون الوثيق بين الدولة والقطاع الخاص.
خلال خطاب الأمين العام للحزب الشيوعي الصيني شي جين بينغ في الاجتماع الأول للجنة تطوير الدمج العسكري-المدني المركزية، كتب علماء من جامعة الدفاع الوطني في صحيفة "جيش التحرير الشعبي" أن "قابلية تحويل الموارد الاجتماعية" بين الأغراض الاقتصادية والعسكرية هي عنصر أساسي لتصبح الدولة قوة عظمى. وفي جلسات المجلس الوطني لنواب الشعب الصيني لعام 2017، تم اقتراح رفع "الذكاء الاصطناعي" إلى مستوى استراتيجي. في العام نفسه، ظهرت استخدامات متعددة على مستوى التطبيقات في المجال الطبي وفقًا للتقارير. إضافة إلى ذلك، أنشأت الأكاديمية الصينية للعلوم (CAS) مختبرًا لأبحاث شرائح المعالجة المتخصصة بالذكاء الاصطناعي في نانجينغ، وأطلقت أول شريحة متخصصة في الذكاء الاصطناعي، "كامبريان". [بحاجة لمصدر]
في عام 2018، أطلقت وكالة الأنباء الصينية "شينخوا"، بالتعاون مع شركة سوغو التابعة لشركة تينسنت، أول مذيع أخبار يعتمد على الذكاء الاصطناعي. في نفس العام، خصص مجلس الدولة ميزانية قدرها 2.1 مليار دولار أمريكي لإنشاء حديقة صناعية للذكاء الاصطناعي في منطقة "منتوغو". لتحقيق ذلك، أكد مجلس الدولة على الحاجة إلى اكتساب مواهب واسعة، وتطويرات نظرية وعملية، إلى جانب استثمارات من القطاعين العام والخاص. وأشار المجلس إلى أن من بين الدوافع الرئيسية وراء السعي لتنفيذ هذه الإستراتيجية هو الإمكانيات التي يوفرها الذكاء الاصطناعي لتحويل الصناعات، وتحسين الحوكمة الاجتماعية، والحفاظ على الاستقرار الاجتماعي.
بحلول نهاية عام 2020، كانت منطقة بودونغ في شنغهاي تضم 600 شركة تعمل في مجالات الذكاء الاصطناعي، وتشمل هذه الشركات الطبقات التأسيسية والتقنية والتطبيقية، وبلغت قيمة الصناعات ذات الصلة حوالي 91 مليار يوان.
في عام 2019، توسعت تطبيقات الذكاء الاصطناعي لتشمل مجالات مثل الفيزياء الكمومية والجغرافيا والأبحاث الطبية. ومع ظهور نماذج اللغة الكبيرة (LLMs)، بدأ الباحثون الصينيون في تطوير نماذجهم الخاصة في بداية عام 2020، وكان من بين هذه النماذج الكبيرة نموذج متعدد الوسائط يُدعى "زيدونغتايتشو".
في عام 2022، أطلقت أكاديمية بكين للذكاء الاصطناعي أول نموذج لغة كبير مُدرَّب مسبقًا على نطاق واسع في الصين.(ص.283)
وفي نوفمبر 2022، أصدرت إدارة الفضاء السيبراني في الصين (CAC) ووزارة الصناعة وتكنولوجيا المعلومات ووزارة الأمن العام بشكل مشترك لوائح تتعلق بتقنية "التزييف العميق" والتي أصبحت سارية المفعول في يناير 2023.
في يوليو 2023، أطلقت شركة هواوي الإصدار 3.0 من نموذج اللغة الكبير الخاص بها "بانغو" (Pangu LLM). وفي الشهر نفسه، أصدرت الصين "التدابير المؤقتة لإدارة خدمات الذكاء الاصطناعي التوليدي".(ص.96) كما تم إصدار مسودة اقتراح حول متطلبات الأمان الأساسية لخدمات الذكاء الاصطناعي التوليدي، بما في ذلك المواصفات المتعلقة بجمع البيانات وتدريب النماذج، في أكتوبر 2023.(ص.96)
وفي أكتوبر 2023 أيضًا، أطلقت الحكومة الصينية "مبادرة الحوكمة العالمية للذكاء الاصطناعي"، التي تهدف إلى بناء حوار حول سياسات الذكاء الاصطناعي مع الدول النامية.(ص.93) وأعربت المبادرة عن قلقها بشأن مخاطر السلامة المرتبطة بالذكاء الاصطناعي، بما في ذلك إساءة استخدام البيانات أو استخدام الذكاء الاصطناعي من قبل الإرهابيين.(ص.93)
في عام 2024، بدأت حملة "Spamouflage"، وهي حملة تضليل ودعاية عبر الإنترنت تابعة لوزارة الأمن العام الصينية، باستخدام مذيعي أخبار تم إنشاؤهم بواسطة الذكاء الاصطناعي التوليدي لتقديم مقاطع أخبار مزيفة.
في مارس 2024، أطلق رئيس الوزراء الصيني لي تشيانغ مبادرة "AI+" التي تهدف إلى دمج الذكاء الاصطناعي في الاقتصاد الحقيقي للصين.(ص.95) وفي مايو 2024، أعلنت إدارة الفضاء السيبراني الصينية عن إطلاق نموذج لغة كبير مُدرب على "فكر شي جين بينغ".
وفقًا لتقرير صادر عن مؤسسة البيانات الدولية (IDC) لعام 2024، تُعد "بايدو أيه آي كلاود" صاحبة أكبر حصة سوقية في الصين لنماذج اللغة الكبيرة بنسبة 19.9% وعائدات بلغت 49 مليون دولار أمريكي في العام السابق. تلتها شركة سينس تايم بحصة سوقية بلغت 16%، و"جيبو أيه آي" كثالث أكبر شركة في السوق. وكانت "بايتشوان" والشركة المدرجة في بورصة هونغ كونغ "فور بارادايم" في المركزين الرابع والخامس على التوالي.
تمت الإشادة بشركات "بايتشوان" و"جيبو أيه آي" و"مونشوت أيه آي" و"ميني ماكس" باعتبارها "نمور الذكاء الاصطناعي" الجديدة في الصين من قبل المستثمرين. وفي أبريل 2024، وافقت الحكومة الصينية على 117 نموذجًا للذكاء الاصطناعي التوليديء.
في 2024 أطلقت العديد من شركات التكنولوجيا الصينية، مثل "جيبو أيه آي" و"بايت دانس"، أدوات لتوليد الفيديو بالذكاء الاصطناعي لمنافسة نموذج سورا الخاص بشركة أوبن أيه آي.

### التسلسل الزمني للسياسات المتعلقة بالذكاء الاصطناعي
| السنة | الوثيقة السياسية                                     | بالعربية                                                                   | الجهة المصدرة | مصدر   |
| ----- | ---------------------------------------------------- | -------------------------------------------------------------------------- | --- | ------ |
| 2015  | 中国制造2025                                         | صنع في الصين 2025                                                          | رئيس الوزراء لي كه تشيانغ وحكومته حكومة لي كه تشيانغ | [ 32 ] |
| 2015  | (国务院关于积极推进"互联网+"行动的指导意见)          | "الآراء الإرشادية لمجلس الدولة حول الترويج الفعال لـ"الإنترنت بلس"         | الحكومة الشعبية المركزية | [ 33 ] |
| 2016  | 中华人民共和国国民经济和社会发展第十三个五年规划纲   | الخطة الخمسية الثالثة عشرة للصين                                           | الحكومة الشعبية المركزية | [ 34 ] |
| 2016  | 新一代AI产业发展三年行动计划                         | "خطة تنفيذية للإنترنت+ والذكاء الاصطناعي لمدة ثلاث سنوات"                  | لجنة التنمية والإصلاح الوطنية؛ وزارة العلوم والتكنولوجيا؛ وزارة الصناعة وتكنولوجيا المعلومات؛ اللجنة المركزية لشؤون الفضاء السيبراني                                   | [ 35 ] |
| 2017  | 新一代人工智能发展规划                               | "خطة تطوير الذكاء الاصطناعي للجيل الجديد"                                  | الحكومة الشعبية المركزية | [ 36 ] |
| 2019  | 国家新一代人工智能开放创新平台建设工作指引           | "إرشادات لبناء منصة الابتكار المفتوح للذكاء الاصطناعي للجيل الجديد الوطني" | وزارة العلوم والتكنولوجيا | [ 37 ] |
| 2020  | 国家新一代人工智能标准体系建设指南                   | "إرشادات توجيهية لتوحيد المعايير الوطنية للجيل الجديد من الذكاء الاصطناعي" | إدارة التوحيد القياسي الوطنية الصينية؛ الإدارة المركزية للفضاء السيبراني؛ لجنة التنمية والإصلاح الوطنية؛ وزارة العلوم والتكنولوجيا؛ وزارة الصناعة وتكنولوجيا المعلومات | [ 38 ] |
| 2021  | 中华人民共和国国民经济和社会发展第十四个五年规划纲要 | الخطة الخمسية الرابعة عشرة للصين                                           | الحكومة الشعبية المركزية | [ 39 ] |
| 2021  | 新一代人工智能伦理规范                               | "مدونة أخلاقيات الجيل الجديد من الذكاء الاصطناعي"                          | وزارة العلوم والتكنولوجيا | [ 40 ] |
| 2021  | 中华人民共和国数据安全法                             | قانون أمن البيانات لجمهورية الصين الشعبية                                  | الحكومة الشعبية المركزية | [ 41 ] |

## الأهداف الحكومية
وفقًا لمنشور صادر في فبراير 2019 عن مركز الأمن الأمريكي الجديد (Center for a New American Security)، يعتقد الأمين العام للحزب الشيوعي الصيني، شي جين بينغ، أن الريادة في تكنولوجيا الذكاء الاصطناعي ستكون حاسمة لمستقبل المنافسة العسكرية والاقتصادية العالمية. بحلول عام 2025، يهدف مجلس الدولة إلى أن تقدم الصين مساهمات أساسية في النظرية الأساسية للذكاء الاصطناعي وأن تُثبت مكانتها كقائد عالمي في أبحاث الذكاء الاصطناعي. كما يهدف المجلس إلى أن يصبح الذكاء الاصطناعي "القوة الدافعة الرئيسية لرفع مستوى الصناعة وتحويل الاقتصاد في الصين" بحلول ذلك الوقت.
وبحلول عام 2030، يهدف مجلس الدولة إلى أن تكون الصين الرائدة عالميًا في تطوير نظرية وتكنولوجيا الذكاء الاصطناعي، حيث يدعي أن الصين ستطوّر "نظامًا ناضجًا لنظرية وتكنولوجيا الذكاء الاصطناعي من الجيل الجديد".
وفقًا للأكاديميين كارين م. سوتير وزاكاري أرنولد، تسعى الحكومة الصينية إلى دمج التخطيط والسيطرة الحكومية مع إتاحة بعض المرونة التشغيلية للشركات. في هذا السياق، تُعتبر شركات الذكاء الاصطناعي في الصين لاعبين هجينين، حيث يوجه الدولة نشاطهم ويمولهم ويحميهم من المنافسة الأجنبية من خلال حماية السوق المحلية، مما يوفر لهم مزايا غير متكافئة أثناء توسعهم في الخارج.
أكدت الخطة الخمسية الرابعة عشرة للحزب الشيوعي الصيني على أن الذكاء الاصطناعي يُعد أولوية بحثية قصوى، وجاء في المرتبة الأولى بين "الصناعات الحدودية" التي تسعى الحكومة الصينية إلى التركيز عليها حتى عام 2035.

### البحث والتطوير
تمول الصين الأبحاث العامة في مجال الذكاء الاصطناعي بشكل أساسي في الأبحاث المتقدمة والتطبيقية. كما تدعم الحكومة العديد من مشاريع البحث والتطوير الخاصة بالذكاء الاصطناعي في القطاع الخاص من خلال رؤوس أموال استثمارية مدعومة من الدولة. ووفقًا لبحوث العديد من الوكالات التحليلية، فإن الصين تستثمر استثمارًا كبيرًا في جميع جوانب تطوير الذكاء الاصطناعي، إلا أن القطاعات الأكثر اهتمامًا وتمويلاً تشمل التعرف على الوجوه، والتكنولوجيا الحيوية، والحوسبة الكمومية، والذكاء الطبي، والمركبات ذاتية القيادة.
ووفقًا للتوجيهات الوطنية لتطوير المناطق الصناعية عالية التقنية في الصين، والتي أصدرتها وزارة العلوم والتكنولوجيا، تم اختيار 14 مدينة ومحافظة واحدة لتكون مناطق تطوير تجريبية. وتعتبر مقاطعتا جيجيانغ وغوانغدونغ من أكثر المناطق التي تشهد ابتكارات في الذكاء الاصطناعي في تلك المناطق التجريبية. ومع ذلك، تختلف مجالات البحث والتطوير في الذكاء الاصطناعي بناءً على المدن وتطور الصناعات المحلية. على سبيل المثال، تركز مدينة سوتشو ذات الصناعة التصنيعية القوية على الأتمتة والبنية التحتية للذكاء الاصطناعي، بينما تركز ووهان بشكل أكبر على تطبيقات الذكاء الاصطناعي وقطاع التعليم. بالتعاون مع الجامعات والشركات التقنية والوزارات الوطنية، أسست كل من شنجن وهانغتشو مختبرات للذكاء الاصطناعي التوليدي.
في عامي 2016 و2017، فازت الفرق الصينية بالجائزة الأولى في مسابقة "Large Scale Visual Recognition Challenge"، وهي مسابقة دولية لأنظمة الرؤية الحاسوبية، حيث تم دمج العديد من هذه الأنظمة في شبكة المراقبة المحلية في الصين.
تلعب التعاونات بين التخصصات دورًا أساسيًا في البحث والتطوير في مجال الذكاء الاصطناعي في الصين، بما في ذلك التعاون بين الجامعات والشركات، التعاون بين القطاعين العام والخاص، والتعاونات الدولية. وتأتي الصين في المرتبة الثالثة عالميًا بعد الولايات المتحدة والاتحاد الأوروبي من حيث عدد المنشورات العلمية الخاصة بالذكاء الاصطناعي التي أنتجت بالتعاون بين الشركات والأوساط الأكاديمية بين عامي 2015 و2019.
ووفقًا لتقرير مؤشر الذكاء الاصطناعي، فقد تجاوزت الصين الولايات المتحدة في عام 2020 في إجمالي عدد الاستشهادات الخاصة بالمجلات العلمية المتعلقة بالذكاء الاصطناعي على مستوى العالم. وترعى الحكومة الصينية معظم الأبحاث المنشورة في مجال الذكاء الاصطناعي. وفي مايو 2021، أصدرت أكاديمية بكين للذكاء الاصطناعي أكبر نموذج لغوي مُدرَّب مسبقًا في العالم (WuDao).
وفي عام 2023، أكمل 47% من كبار الباحثين في مجال الذكاء الاصطناعي حول العالم دراساتهم الجامعية في الصين.
وفقًا للباحثة أنجيلا هويوي تشانغ، التي نشرت دراستها في عام 2024، فإن الحكومة الصينية كانت نشطة في تنظيم خدمات الذكاء الاصطناعي وفرض التزامات على شركات الذكاء الاصطناعي، إلا أن النهج العام للتنظيم لا يزال مرنًا ويظهر سياسة مواتية للنمو تفضّل قطاع الذكاء الاصطناعي في الصين. في يوليو 2024، افتتحت الحكومة أول مركز لتسجيل الخوارزميات في بكين.

#### السكان
تُعد الكثافة السكانية الكبيرة في الصين مصدرًا مهمًا لكمية هائلة من البيانات المتاحة للشركات والباحثين، مما يمنحها ميزة هامة في سباق البيانات الضخمة. واعتبارًا من عام 2024، تمتلك الصين أكبر عدد من مستخدمي الإنترنت في العالم، مما يولد كميات ضخمة من البيانات المستخدمة في التعلم الآلي وتطبيقات الذكاء الاصطناعي.

#### التعرف على الوجوه
يعد نظام التعرف على الوجوه من أبرز التطبيقات العملية للذكاء الاصطناعي في الصين. حيث يتم جمع كميات ضخمة من البيانات من السكان لتدريب وتوسيع قدرات الذكاء الاصطناعي. السوق الصينية، بفضل توافر البيانات الهائلة، ليست فقط بيئة مناسبة لتطوير أبحاث وتطوير الذكاء الاصطناعي، بل تقدم أيضًا إمكانات اقتصادية هائلة، مما يجذب الشركات المحلية والدولية لدخول السوق. ومن أمثلة التطور السريع في هذا المجال، النمو الهائل لصناعة تكنولوجيا المعلومات والاتصالات (ICT) وتطوير شرائح الذكاء الاصطناعي في السنوات الأخيرة. ووفقًا لتقرير نشر في يناير 2023 من قبل مجلة وايرد، أصبحت الصين أكبر مصدر في العالم لتقنية التعرف على الوجوه.

### الرقابة وضوابط المحتوى
في أبريل 2023، أصدرت إدارة الفضاء السيبراني في الصين (CAC) مسودات تدابير جديدة تُلزم شركات التقنية بضمان أن المحتوى الذي يتم إنتاجه بواسطة الذكاء الاصطناعي يتماشى مع أيديولوجية الحزب الشيوعي الصيني، بما في ذلك القيم الاشتراكية الأساسية. كما تتطلب هذه التدابير تجنب التمييز، واحترام حقوق الملكية الفكرية، وحماية بيانات المستخدمين. وفقًا لهذه المسودات، تتحمل الشركات المسؤولية القانونية عن بيانات التدريب والمحتوى الناتج عبر منصاتها.
في أكتوبر 2023، فرضت الحكومة الصينية قيودًا على المحتوى الذي يُنتَج بواسطة الذكاء الاصطناعي، حيث يُمنع أن يتضمن المحتوى "تحريضًا على تقويض السلطة الدولة أو الإطاحة بالنظام الاشتراكي". قبل إطلاق أي نموذج لغوي كبير للجمهور، يجب على الشركات الحصول على موافقة من إدارة الفضاء السيبراني للتأكد من أن النموذج يرفض الإجابة على بعض الأسئلة المتعلقة بالأيديولوجيا السياسية ونقد الحزب الشيوعي.
يجب رفض الأسئلة المتعلقة بمواضيع سياسية حساسة، مثل احتجاجات ميدان تيانانمين عام 1989 ومقارنات بين شي جين بينغ ودب "ويني ذا بوه"، حيث يجب عدم الرد عليها.
في عام 2023، تم حظر الوصول إلى شركة "هجينج فيس"، وهي شركة تحتفظ بمكتبات تحتوي على مجموعات بيانات تدريب تُستخدم عادةً في نماذج اللغة الكبيرة. كما تقدم إحدى الشركات التابعة لصحيفة الشعب، الصحيفة الرسمية للجنة المركزية للحزب الشيوعي الصيني، بيانات تدريب تعتبرها قادة الحزب مقبولة.
أشارت شركة مايكروسوفت إلى أن الحكومة الصينية تستخدم الذكاء الاصطناعي التوليدي للتدخل في الانتخابات الأجنبية من خلال نشر معلومات مضللة وتحفيز المناقشات حول قضايا سياسية مثيرة للجدل.

## التأثير

### الاقتصادي
تتبنى معظم الوكالات نظرة متفائلة حول تأثير الذكاء الاصطناعي على النمو الاقتصادي طويل الأجل في الصين. فقد واجهت الصناعات التقليدية في الصين تحديات بسبب ارتفاع تكاليف العمالة الناجم عن زيادة نسبة الشيخوخة في السكان وانخفاض معدل الولادات. مع نشر تقنيات الذكاء الاصطناعي، يُتوقع أن تنخفض التكاليف التشغيلية، بينما تؤدي زيادة الكفاءة إلى تعزيز النمو في الإيرادات.
ومع ذلك، يشير البعض إلى أهمية وجود سياسات واضحة ودعم حكومي للتغلب على عقبات تبني هذه التقنيات، بما في ذلك تكاليف التطبيق، نقص الكفاءات الفنية المدربة، والوعي بالذكاء الاصطناعي. لكن هناك مخاوف من أن يؤدي تطوير الذكاء الاصطناعي إلى تعميق الفجوة في الدخل وعدم التوازن في سوق العمل الصيني، حيث قد يكون العمال من ذوي الدخل المنخفض والمتوسط هم الأكثر تضررًا نتيجة ارتفاع الطلب على العاملين الذين يمتلكون مهارات متقدمة. علاوة على ذلك، قد يكون النمو الاقتصادي في الصين غير متكافئ، حيث تتركز معظم الأنشطة الصناعية المتعلقة بالذكاء الاصطناعي في المناطق الساحلية، مما يزيد من الفجوة بين هذه المناطق والمناطق الداخلية.
وفي قرار مؤثر قضت محكمة الإنترنت في بكين بأن المحتوى المولّد بواسطة الذكاء الاصطناعي يستحق حماية حقوق الطبع والنشر.

### العسكري
تسعى الصين إلى بناء جيش "من الطراز العالمي" من خلال مفهوم "الذكاء" الذي يركز بشكل خاص على استخدام الأسلحة غير المأهولة والذكاء الاصطناعي. تعمل الصين على البحث في تطوير أنواع مختلفة من المركبات الجوية، البرية، البحرية وتحت البحرية الذاتية التحكم. في ربيع 2017، استعرضت جامعة صينية مدنية مرتبطة بالجيش سربًا من 1000 طائرة غير مأهولة مدعومة بالذكاء الاصطناعي خلال عرض جوي. وفي تقرير إعلامي صدر بعد ذلك، تم عرض محاكاة حاسوبية لتشكيل مماثل يجد ويدمر منصة قاذفة صواريخ.:23
تشير المصادر المفتوحة إلى أن الصين تطور أيضًا مجموعة من الأدوات المدعومة بالذكاء الاصطناعي للعمليات السيبرانية.:27 تطور الذكاء الاصطناعي العسكري في الصين يتأثر تأثرًا كبيرًا بمراقبتها للخطط الأمريكية في مجال الابتكار الدفاعي ومخاوفها من اتساع "الفجوة الجيلية" بالمقارنة مع الجيش الأمريكي. وبطريقة مشابهة للمفاهيم العسكرية الأمريكية، تهدف الصين إلى استخدام الذكاء الاصطناعي في استغلال كميات هائلة من المعلومات الاستخباراتية، وتوليد صورة تشغيلية موحدة، وتسريع اتخاذ القرارات في ساحة المعركة.:12-14
يُعتبر مفهوم "الحرب الدقيقة متعددة المجالات" (MDPW) في الصين ردًا على إستراتيجية "القيادة والتحكم المشتركة عبر المجالات" (JADC2) في الولايات المتحدة، التي تسعى إلى دمج أجهزة الاستشعار والأسلحة بالذكاء الاصطناعي وشبكة قوية.
تم تحديد اثني عشر فئة لتطبيقات الذكاء الاصطناعي العسكرية، وهي تشمل الطائرات غير المأهولة (UAVs)، والسفن السطحية غير المأهولة (USVs)، والمركبات تحت الماء غير المأهولة (UUVs)، والمركبات البرية غير المأهولة (UGVs)، والذخائر الذكية، والأقمار الصناعية الذكية، وبرمجيات الاستخبارات، والمراقبة، والاستطلاع (ISR)، وبرمجيات الدفاع السيبراني الآلي، وبرمجيات الهجوم السيبراني الآلي، وبرمجيات دعم القرار، وبرمجيات الإطلاق الآلي للصواريخ، وبرمجيات الحرب الإلكترونية الإدراكية. تشمل هذه التطبيقات استخدام الذكاء الاصطناعي لتعزيز القدرات العسكرية في مجالات الاستطلاع، الدفاع والهجوم السيبراني، واتخاذ القرارات الحاسمة بسرعة في المواقف العسكرية المختلفة.
إدارة الصين لنظامها البيئي للذكاء الاصطناعي تختلف اختلافًا كبيرًا عن نظيرتها في الولايات المتحدة.:6 بشكل عام، هناك حدود قليلة تفصل بين الشركات التجارية الصينية، ومختبرات البحث الجامعية، والجيش، والحكومة المركزية. هذا التكامل يسمح للحكومة الصينية بتوجيه أولويات تطوير الذكاء الاصطناعي بشكل مباشر والوصول إلى التكنولوجيا التي تم تطويرها للاستخدامات المدنية في الأصل. لتعزيز هذه العلاقات، أنشأت الحكومة الصينية "لجنة تطوير الدمج العسكري-المدني" في يناير 2017، بهدف تسريع نقل تقنيات الذكاء الاصطناعي من الشركات التجارية والمؤسسات البحثية إلى الجيش.:19
بالإضافة إلى ذلك، تستفيد الحكومة الصينية من انخفاض العوائق أمام جمع البيانات وتكلفة تصنيف البيانات، مما يساهم في إنشاء قواعد بيانات ضخمة تُستخدم لتدريب أنظمة الذكاء الاصطناعي. وفقاً لأحد التقديرات، كانت الصين في طريقها لامتلاك 20% من حصة البيانات العالمية بحلول عام 2020، مع إمكانيات لتحقيق أكثر من 30% بحلول عام 2030.:12
الجهود المركزية الموجهة للصين تشمل الاستثمار في سوق الذكاء الاصطناعي الأمريكي، بما في ذلك الشركات التي تعمل على تطبيقات ذكاء اصطناعي ذات صلة عسكرية، مما يمنحها إمكانية قانونية للوصول إلى التكنولوجيا والملكية الفكرية في الولايات المتحدة. بين عامي 2010 و2017، بلغ إجمالي استثمارات رأس المال المغامر الصيني في شركات الذكاء الاصطناعي الأمريكية نحو 1.3 مليار دولار.
في سبتمبر 2022، أصدرت إدارة الرئيس الأمريكي جو بايدن أمرًا تنفيذيًا لمنع الاستثمارات الأجنبية، وخاصة من "الدول المنافسة أو المعادية"، في شركات التكنولوجيا الأمريكية، وذلك بسبب مخاوف تتعلق بالأمن القومي الأمريكي. يشمل هذا الأمر مجالات التكنولوجيا الأمريكية التي تستثمر فيها الحكومة الصينية، مثل "الإلكترونيات الدقيقة، والذكاء الاصطناعي، والتكنولوجيا الحيوية، والحوسبة الكمية، والطاقة النظيفة المتقدمة".

### الأكاديمي
في عام 2004، قدمت جامعة بكين أول دورة أكاديمية في مجال الذكاء الاصطناعي، مما شجع الجامعات الصينية الأخرى على تبني الذكاء الاصطناعي كاختصاص أكاديمي. ومع ذلك، تواجه الصين تحديات في تجنيد والاحتفاظ بالمهندسين والباحثين في مجال الذكاء الاصطناعي. ففي حين أن أكثر من نصف علماء البيانات في الولايات المتحدة لديهم أكثر من 10 سنوات من الخبرة في المجال، فإن نفس النسبة تقريبًا في الصين لديها أقل من 5 سنوات من الخبرة.
بحلول عام 2017، كان هناك أقل من 30 جامعة صينية تنتج خبراء وبحوث تركز على الذكاء الاصطناعي.:8 ورغم أن الصين تجاوزت الولايات المتحدة في عدد الأوراق البحثية المنشورة بين عامي 2011 و2015، فإن جودة هذه الأوراق، بناءً على استشهادات الزملاء، كانت تحتل المرتبة 34 عالميًا. تسعى الصين بشكل خاص لمعالجة تطبيقات الذكاء الاصطناعي في المجال العسكري، ولذلك أنشأ معهد بكين للتكنولوجيا، الذي يُعد أحد أبرز المؤسسات الصينية للأبحاث العسكرية، أول برنامج تعليمي للأطفال في الذكاء الاصطناعي العسكري في العالم.
في عام 2019 بقي 34% من الطلاب الصينيين الذين درسوا في مجال الذكاء الاصطناعي في الصين للعمل. وبحسب قاعدة بيانات يديرها مركز أبحاث أمريكي، ارتفعت هذه النسبة إلى 58% في عام 2022.

### المخاوف الأخلاقية
في السنوات الأخيرة، كانت هناك نقاشات مستمرة حول سلامة الذكاء الاصطناعي والمخاوف الأخلاقية في كل من القطاعين الخاص والعام. وفي عام 2021، نشرت وزارة العلوم والتكنولوجيا الصينية أول إرشادات وطنية أخلاقية بعنوان "مدونة أخلاقيات الجيل الجديد للذكاء الاصطناعي"، والتي ركزت على حماية المستخدمين، وخصوصية البيانات، والأمن. يعترف هذا المستند بقوة الذكاء الاصطناعي وسرعة تبني التكنولوجيا من قبل الشركات الكبرى بهدف تحسين تجربة المستخدمين.
وذكرت صحيفة جريدة جنوب الصين الصباحية أن البشر سيظلون يحتفظون بسلطة اتخاذ القرار الكاملة وحقوق الاختيار بالمشاركة أو الانسحاب من الأنظمة القائمة على الذكاء الاصطناعي. قبل ذلك، نشرت أكاديمية بكين للذكاء الاصطناعي "مبادئ بكين للذكاء الاصطناعي" التي دعت إلى ضرورة التخطيط طويل الأجل وتطوير المبادئ الأخلاقية للذكاء الاصطناعي.
تُعدّ قضايا أمن البيانات الموضوع الأكثر تداولًا في المناقشات الأخلاقية للذكاء الاصطناعي على مستوى العالم، وقد سنت العديد من الحكومات الوطنية تشريعات تتعلق بخصوصية البيانات وأمنها. في الصين، تم سن قانون الأمن السيبراني لجمهورية الصين الشعبية في عام 2017 لمعالجة التحديات الجديدة الناشئة عن تطوير الذكاء الاصطناعي.
وفي عام 2021، صدر قانون جديد للأمن الرقمي (DSL) في الصين، حيث وضع إطارًا تنظيميًا يصنف أنواع البيانات المختلفة وأساليب جمعها وتخزينها. يتطلب القانون من جميع الشركات التقنية في الصين تصنيف بياناتها وفقًا لفئات محددة في خط المشترك الرقمي، والالتزام بالإرشادات المتعلقة بإدارة وتحويل البيانات إلى أطراف أخرى.

### النظام القضائي
في عام 2019، أسست مدينة هانغتشو برنامجًا تجريبيًا لمحكمة الإنترنت المعتمدة على الذكاء الاصطناعي للفصل في النزاعات المتعلقة بالتجارة الإلكترونية ومطالبات الملكية الفكرية المرتبطة بالإنترنت. يُظهر الأطراف أمام المحكمة عبر مكالمات الفيديو، حيث يقوم الذكاء الاصطناعي بتقييم الأدلة المقدمة وتطبيق المعايير القانونية ذات الصلة.
ومع ذلك، هناك مخاوف بشأن ما إذا كان بإمكان الذكاء الاصطناعي القائم على بيانات قضائية مجزأة الوصول إلى قرارات غير متحيزة، وذلك بسبب بعض القضايا المثيرة للجدل التي تعرضت لانتقادات عامة بسبب عقوباتها المنخفضة والتي تم سحبها من موقع الأحكام القضائية الصينية. تشير زانغ لينغهان، أستاذة القانون في جامعة الصين للعلوم السياسية والقانون، إلى أن شركات التكنولوجيا القائمة على الذكاء الاصطناعي قد تؤدي إلى تآكل السلطة القضائية. وقد جادل بعض الأكاديميين بأن "زيادة القيادة الحزبية والرقابة السياسية وتقليل المساحة التقديرية للقضاة هي أهداف مقصودة للإصلاحات المتعلقة بالمحاكم الذكية." 

## الشركات الرائدة
تُعد شركات التقنية الصينية مثل بايدو وتينسنت، وعلي بابا، وسينس تايم، "فور بارادايم"، و"ييتو" من أبرز الشركات الناشئة التي تركز على الذكاء الاصطناعي. وقد لفتت بعض الشركات الصينية مثل "آي فلايتك"، وسينس تايم، و"كلاود ووك"، ودي جيه آي الانتباه بتقنياتها في التعرف على الوجه والصوت والطائرات بدون طيار.
تنتهج الحكومة الصينية نهجًا يعتمد على السوق في تطوير الذكاء الاصطناعي، وتسعى إلى تشجيع شركات التكنولوجيا الخاصة على تطوير هذا القطاع. في عام 2018 اختارت الحكومة الصينية شركات مثل بايدو، وعلي بابا، و"آي فلايتك"، وتينسنت، وسينس تايم لتكون "أبطال الذكاء الاصطناعي" في البلاد.
في عام 2023 أطلقت شركة تينسنت نموذج اللغة الكبير الخاص بها والمسمى "Hunyuan" على اسم مقاطعة هونيوان للاستخدام المؤسسي عبر خدمات تينسنت السحابية.
| السنة | الشركة               | الاسم الصيني | المجال                            |
| ----- | -------------------- | ------------ | --------------------------------- |
| 2017  | سحابة علي بابا       | 阿里云       | مدينة ذكية                        |
| 2017  | بايدو                | 百度         | مركبة ذاتية القيادة               |
| 2017  | تينسنت               | 腾讯         | استخبار طبي                       |
| 2017  | آي فلايتك            | 科大讯飞     | تعرف الكلام                       |
| 2018  | سينس تايم            | 商汤         | الرؤية الذكية                     |
| 2019  | ييتو                 | 依图科技     | حوسبة مرئية                       |
| 2019  | تكنولوجيا مينجلامب   | 明略科技     | التسويق الذكي                     |
| 2019  | هواوي                | 华为         | برمجية ووحدة أمن العتاد المعيارية |
| 2019  | بينج أن للتأمين      | 中国平安     | الاستخبارات المالية               |
| 2019  | هيكفيشن              | 海康威视     | إدراك الفيديو                     |
| 2019  | جيه دي.كوم           | 京东         | سلسلة التوريد الذكية              |
| 2019  | ميغفي                | 旷世科技     | إدراك بصري                        |
| 2019  | تشي هو 360           | 奇虎360      | الأمن والعقل الذكي                |
| 2019  | مجموعة تال التعليمية | 好未来       | تعليم                             |
| 2019  | شاومي                | 小米         | أتمتة المنزل                      |

## التقييم
أشار الأكاديمي "جينغان زينغ" إلى أن التزام الحكومة الصينية بالريادة العالمية في الذكاء الاصطناعي والتنافس التكنولوجي مدفوع بفشلها السابق في الابتكار، والذي اعتبرته الحزب الشيوعي الصيني جزءًا من "قرن الإذلال". وفقًا لزينغ، هناك أسباب تاريخية متجذرة في قلق الصين بشأن تأمين هيمنة تكنولوجية دولية، حيث فاتتها الثورتان الصناعيتان: الأولى التي بدأت في بريطانيا في منتصف القرن الثامن عشر، والثانية التي نشأت في أمريكا في أواخر القرن التاسع عشر. لذلك تسعى الحكومة الصينية للاستفادة من الثورة التكنولوجية الحالية التي تقودها التكنولوجيا الرقمية، بما في ذلك الذكاء الاصطناعي، لاستعادة "المكانة الصحيحة" للصين ولتحقيق تجديد الأمة الذي اقترحه شي جين بينغ.
خلص مقال نشره مركز الأمن الأمريكي الجديد إلى أن "المسؤولين الحكوميين الصينيين أظهروا فهمًا بارزًا للقضايا المحيطة بالذكاء الاصطناعي والأمن الدولي، بما في ذلك معرفتهم بنقاشات سياسة الذكاء الاصطناعي في الولايات المتحدة". وأوصى بأن "تولي جماعات السياسة الأمريكية أهمية مماثلة لتعزيز الخبرة وفهم التطورات المتعلقة بالذكاء الاصطناعي في الصين"، و"ضرورة وجود تمويل وتركيز ورغبة من قبل صانعي السياسة الأمريكية لدفع التغيير الكبير اللازم".
كما خلص مقال في إم آي تي تكنولوجي ريفيو إلى أن "الصين قد تمتلك موارد لا مثيل لها وإمكانات هائلة غير مستغلة، ولكن الغرب لديه خبرة رائدة عالميًا وثقافة بحث قوية. بدلاً من القلق بشأن تقدم الصين، سيكون من الحكمة أن تركز الدول الغربية على نقاط قوتها الحالية، مستثمرة استثمارًا كبيرًا في البحث والتعليم".
أبطأ نظام الرقابة الذي تتبعه الحكومة الصينية تطوير الذكاء الاصطناعي التوليدي في الصين.
في منتصف عام 2021، كتب "مركز الأبحاث من أجل نهج شامل للأمن الوطني" التابع لمعهد العلاقات الدولية المعاصرة في الصين أن تطوير الذكاء الاصطناعي يخلق تحديات للأمن الوطني الشامل، بما في ذلك المخاطر التي قد تؤدي إلى زيادة التوترات الاجتماعية أو تأثيرات مزعزعة للاستقرار على العلاقات الدولية.
من منظور ماركسي صيني، يرى الأكاديميون بما في ذلك "غاو تشي تشي" و"بان إنرونغ" أن تطبيق الذكاء الاصطناعي في النظام الرأسمالي سيؤدي إلى زيادة قمع العمال ومشاكل اجتماعية أكثر خطورة. ويستشهد غاو بكيفية زيادة تطوير الذكاء الاصطناعي من قوة الشركات الكبرى مثل ميتا وتويتر وألفابت، مما أدى إلى زيادة تراكم رأس المال والسلطة السياسية في أيدي عدد أقل من الفاعلين الاقتصاديين. وفقًا لغاو يجب أن تكون الدولة هي الجهة المسؤولة الرئيسية في مجال الذكاء الاصطناعي التوليدي (الذي ينشئ محتوى جديد مثل الموسيقى أو الفيديو).
يكتب غاو أن الاستخدام العسكري للذكاء الاصطناعي ينطوي على مخاطر تصعيد المنافسة العسكرية بين الدول، وأن تأثير الذكاء الاصطناعي في الأمور العسكرية لن يقتصر على دولة واحدة بل سيكون له آثار متداخلة. ويستشهد غاو بمثال الاستخدام العسكري الأمريكي للذكاء الاصطناعي، الذي يقول إنه استخدم كوسيلة للتملص من المساءلة عن اتخاذ القرارات.

### استطلاعات الرأي العامة
تظهر استطلاعات الرأي العامة أن الجمهور الصيني متفائل بشكل عام بشأن الذكاء الاصطناعي. في دراسة أجريت عام 2021 عبر 28 دولة، اعتقد 78% من الجمهور الصيني أن فوائد الذكاء الاصطناعي تفوق المخاطر، وهو أعلى نسبة من بين جميع الدول التي شملتها الدراسة. وفي عام 2024 أظهرت استطلاع آراء طلاب الجامعات الصينية المرموقة أن 80% منهم اتفقوا أو وافقوا بشدة على أن الذكاء الاصطناعي سيفيد المجتمع أكثر مما يضره، بينما اعتقد 31% أنه ينبغي تنظيمه من قبل الحكومة.

### حقوق الإنسان
أثار استخدام الذكاء الاصطناعي في التعرف على الوجه مخاوف تتعلق بحقوق الإنسان. وفقًا لصحيفة نيويورك تايمز، يُعتبر نشر تكنولوجيا التعرف على الوجه في منطقة سنجان للكشف عن الإيغور "أول مثال معروف عن استخدام الحكومة الذكاء الاصطناعي عمدًا للتمييز العنصري"، ويُقال إنه "واحد من أبرز الأمثلة على الاستبداد الرقمي". وقد وجدت الأبحاث أنه في الصين، هناك علاقة بين زيادة اقتناء الدولة لتكنولوجيا التعرف على الوجه ومعدلات الاضطراب الاجتماعي المرتفعة، خصوصًا من قبل أقسام الشرطة المحلية.

## قراءة إضافية
- Hannas، William C.؛ Chang، Huey-Meei، المحررون (29 يوليو 2022). Chinese Power and Artificial Intelligence: Perspectives and Challenges (ط. 1st). London: روتليدج (دار نشر). DOI:10.4324/9781003212980. ISBN:9781003212980. OCLC:1320821529. اطلع عليه بتاريخ 2024-10-16.